# Wild Tigers I Have Known
Pour plus de détails, voir Fiche technique et Distribution.
Wild Tigers I Have Known est un film américain réalisé par Cam Archer en 2006.

## Synopsis
Wild Tiger I Have Known est une forme de journal intime du jeune Logan, un garçon de treize ans, entre séquences réalistes, auto-commentaires en voix-off et épisodes oniriques. Logan est amoureux de Rodeo, un garçon plus âgé que lui mais Rodeo ne répond pas à ses avances.
On suit Logan qui passe son temps avec Rodeo et un autre garçon marginal, Joey. Logan entretient des rapports difficiles avec sa mère qui l’élève seul et ne sait pas trop que faire de lui.
Afin d'arriver éventuellement à ses fins, Logan décide de se faire passer pour une fille, Leah. Il contacte alors régulièrement Rodeo au téléphone pour des discussions chaudes et équivoques. Un jour, toujours sous les traits de Leah, Logan propose une rencontre concrète à Rodeo...

## Distribution
- Malcolm Stumpf : Logan
- Patrick White : Rodeo
- Max Paradise : Joey
- Hailey Anne Nelson : Amy Brown
- Tom Gilroy : le principal
- Fairuza Balk : la mère de Logan
- Kim Dickens : la conseillère d'éducation
- Sarah Gregory : Kelly
- Lisa Hadley : la mère de Kelly

## Fiche technique
- Réalisation : Cam Archer
- Durée : 1h38 min.

## Autour du film
- Le jeune Malcolm Stumpf, qui interprète le rôle de Logan dans le film, a débuté en tant qu'acteur aux côtés de Madonna dans Un couple presque parfait. Il s'agit de son premier grand rôle dans Wild Tigers I have Known.
- Le réalisateur d'Elephant, Gus Van Sant, est le producteur exécutif du film.

## Prix et festivals
Le film a été projeté aux :
- True West Film Festival ;
- London International Film Festival ;
- Festival du film de Sundance ;
- Sarasota Film Festival où il a reçu le prix spécial du jury.